# Sant Mateu (Premià de Dalt)
Sant Mateu és un cim del terme de Premià de Dalt (Maresme) que ateny els 499 metres d'alçada, de fet és la muntanya més alta de la Serra de Sant Mateu, que pertany a la Serralada de Marina, part de la Serralada Litoral Catalana. Està inclòs dins del llistat dels 100 cims més emblemàtics de Catalunya, segons l'ICC i consta d'un vèrtex geodèsic (293120006). La seva aproximació és possible en cotxe per la pista que parteix de la carretera BP-5002 a la zona del coll de Font de Cera i pren la direcció est (cap al coll de Sant Bartomeu). Les vies d'ascens a peu més comunes són des de Teià pel sender local SL C-111 i el camí del mirador d'en Pere, des la cadira del Bisbe (Premià de Dalt) pel sender local SL C-112, o bé pels sender de gran recorregut GR-92 o el Meridià Verd. A la cota 494 del seu vessant nord, a prop del cim, hi ha l'Ermita de Sant Mateu del Bosc.